# Au-delà du rêve
Ne pas confondre avec l'album Au-delà des rêves du chanteur Amine, paru en 2005.
Le concerto pour violon Au-delà du rêve est le deuxième du genre composé par Thierry Escaich en 2023, créé en 2024 à la Philharmonie de l'Isar (de) à Munich.

## Circonstances de la composition
L'œuvre a été commandée au compositeur par l'Orchestre philharmonique de Munich, la Philharmonie de l'Elbe et la Philharmonie de Paris.

## Fiche technique
- Genre : concerto pour violon
- Œuvre en trois mouvements enchaînées non titrés[4]
- Durée : 28 minutes environ

## Création mondiale
- Date : 10 avril 2024
- Lieu : Philharmonie de l'Isar (de) à Munich
- Interprètes :
  - Renaud Capuçon, violon
  - Orchestre philharmonique de Munich
  - Direction musicale : Daniel Harding

## Création française
- Date : 19 avril 2024[5]
- Lieu : Philharmonie de Paris
- Interprètes :
  - Renaud Capuçon, violon
  - Orchestre philharmonique de Munich
  - Direction musicale : Daniel Harding